# Papa Clement I
Papa Clement I (n. secolul I d.Hr., Roma, Imperiul Roman – d. 99 d.Hr., Chersonesos, Imperiul Roman), cunoscut și drept Clement din Roma, a fost al patrulea papă, din anul 88 până în 97. Este socotit între Părinții Bisericii („sfinții părinți”).

## Scrieri
Epistola lui Clement, adresată bisericii din Corint, a fost scrisă pentru a reface armonia dintre preoții și credincioșii din portul respectiv. Epistola, deși nu face parte din canonul Noului Testament, s-a bucurat de o mare autoritate în primele secole creștine. Scrisoarea afirmă primatul episcopului Romei în temeiul autorității apostolilor Petru și Pavel, care au fost executați la Roma.
După Sfântul Irineu de Lyon, cea dea doua epistolă  - Pseudo-Clement -  a fost atribuită Sfântului Clement datorită afinităților stilistice, însă există și opinia că această a doua epistolă ar fi fost scrisă mai târziu.

## Origine
Se cunosc doar câteva detalii despre viața papei Clement I, unele surse menționând anul 88 când Clement devine papă și episcop al Romei, altele anul 92. Este  însă cert că Papa Clement I a murit în anul 99. Conform tradiției, Clement era un sclav roman eliberat de Titus Flavius Clemens, consul pe timpul împăratului Domițian, convertit la creștinism. De asemenea se crede că l-a cunoscut personal pe Sfântul Petru, care l-ar fi uns papă, iar unele surse spun că este menționat de Sfântul Pavel în Scrisoarea către Filipeni (4:3).

## Martiriul
După tradiție papa Clement I a fost prins de împăratul Traian, exilat în cetatea Chersonesos din sudul Crimeii de astăzi. A fost condamnat să lucreze într-o mină de piatră, unde a salvat prizonierii în timpul unui accident, convertind o mare parte din păgânii întemnițați. Sfântul Clement a murit ca martir, fiind legat de o ancoră și înecat în Marea Neagră.

## Monumente
Este probabil ca Biserica San Clemente (Sf. Clement) să fi fost construită pe locul casei sale. Conform tradiției, Sfântul Chiril a adus relicvele Sfântului Clement la Roma în secolul 9, unde au fost îngropate în Biserica Sfântul Clement. Capul și o parte de oseminte sunt revendicate de Lavra Pecerska din Kiev.
Sediul central al Bibliotecii Naționale a Republicii Cehe se află în clădirea Clementinum, care îi poartă numele.

## Sărbători
Este sărbătorit în Biserica Romano-Catolică pe 23 noiembrie.
Biserica Ortodoxă Română și Biserica Română Unită cu Roma îl sărbătoresc pe 24 noiembrie.